# Grand Prix-wegrace van Qatar 2009
De Grand Prix-wegrace van Qatar 2009 was de eerste race van het wereldkampioenschap wegrace-seizoen 2009. De races werden verreden op 12 en 13 april 2009 op het Losail International Circuit nabij Doha, Qatar. De races werden 's nachts verreden.
Het evenement werd geteisterd door hevige regenval. De MotoGP-race werd uitgesteld van zondag naar maandag, aangezien het kort voor de formatieronde zwaar begon te regenen. De organisatoren besloten hierdoor om de race uit te stellen naar maandag.

## Uitslag

### MotoGP
| Pos | No | Rijder           | Constructeur | Ronden | Tijd       | Grid | Punten |
| --- | -- | ---------------- | ------------ | ------ | ---------- | ---- | ------ |
| 1   | 27 | Casey Stoner     | Ducati       | 22     | 42:53.984  | 1    | 25     |
| 2   | 46 | Valentino Rossi  | Yamaha       | 22     | + 7.771    | 2    | 20     |
| 3   | 99 | Jorge Lorenzo    | Yamaha       | 22     | + 16.244   | 3    | 16     |
| 4   | 5  | Colin Edwards    | Yamaha       | 22     | + 24.410   | 6    | 13     |
| 5   | 4  | Andrea Dovizioso | Honda        | 22     | + 27.263   | 4    | 11     |
| 6   | 15 | Alex de Angelis  | Honda        | 22     | + 29.883   | 9    | 10     |
| 7   | 7  | Chris Vermeulen  | Suzuki       | 22     | + 33.627   | 8    | 9      |
| 8   | 36 | Mika Kallio      | Ducati       | 22     | + 34.755   | 10   | 8      |
| 9   | 24 | Toni Elías       | Honda        | 22     | + 39.481   | 12   | 7      |
| 10  | 14 | Randy de Puniet  | Honda        | 22     | + 42.284   | 7    | 6      |
| 11  | 3  | Dani Pedrosa     | Honda        | 22     | + 48.526   | 14   | 5      |
| 12  | 69 | Nicky Hayden     | Ducati       | 22     | + 48.883   | 16   | 4      |
| 13  | 59 | Sete Gibernau    | Ducati       | 22     | + 52.215   | 15   | 3      |
| 14  | 33 | Marco Melandri   | Kawasaki     | 22     | + 56.379   | 11   | 2      |
| 15  | 72 | Yuki Takahashi   | Honda        | 22     | + 1:00.286 | 17   | 1      |
| 16  | 52 | James Toseland   | Yamaha       | 22     | + 1:14.978 | 13   |        |
| 17  | 88 | Niccolò Canepa   | Ducati       | 22     | + 1:15.028 | 18   |        |
| DNF | 65 | Loris Capirossi  | Suzuki       | 7      | Ongeluk    | 5    |        |

### 250 cc
Vanwege hevige regenval werd de race ingekort van 20 naar 13 ronden, om zo twee derde van de oorspronkelijke raceafstand te rijden en hiervoor volledige punten uit te reiken zonder dat de MotoGP-race vertraging opliep. De race begon 40 minuten later dan gepland.
| Pos | No | Rijder              | Constructeur | Ronden | Tijd        | Grid | Punten |
| --- | -- | ------------------- | ------------ | ------ | ----------- | ---- | ------ |
| 1   | 40 | Héctor Barberá      | Aprilia      | 13     | 26:50.940   | 4    | 25     |
| 2   | 16 | Jules Cluzel        | Aprilia      | 13     | + 0.826     | 13   | 20     |
| 3   | 63 | Mike Di Meglio      | Aprilia      | 13     | + 6.181     | 3    | 16     |
| 4   | 4  | Hiroshi Aoyama      | Honda        | 13     | + 6.609     | 2    | 13     |
| 5   | 35 | Raffaele De Rosa    | Honda        | 13     | + 6.656     | 14   | 11     |
| 6   | 12 | Thomas Lüthi        | Aprilia      | 13     | + 6.672     | 9    | 10     |
| 7   | 19 | Álvaro Bautista     | Aprilia      | 13     | + 7.608     | 1    | 9      |
| 8   | 14 | Ratthapark Wilairot | Honda        | 13     | + 8.349     | 12   | 8      |
| 9   | 15 | Roberto Locatelli   | Gilera       | 13     | + 15.032    | 10   | 7      |
| 10  | 28 | Gábor Talmácsi      | Aprilia      | 13     | + 20.348    | 6    | 6      |
| 11  | 55 | Héctor Faubel       | Honda        | 13     | + 20.465    | 5    | 5      |
| 12  | 48 | Shoya Tomizawa      | Honda        | 13     | + 28.402    | 16   | 4      |
| 13  | 52 | Lukáš Pešek         | Aprilia      | 13     | + 28.906    | 15   | 3      |
| 14  | 6  | Alex Debón          | Aprilia      | 13     | + 33.779    | 8    | 2      |
| 15  | 25 | Alex Baldolini      | Aprilia      | 13     | + 36.988    | 17   | 1      |
| 16  | 8  | Bastien Chesaux     | Honda        | 13     | + 1:01.730  | 21   |        |
| 17  | 10 | Imre Tóth           | Aprilia      | 13     | + 1:03.512  | 18   |        |
| 18  | 56 | Vladimir Leonov     | Aprilia      | 13     | + 1:32.385  | 20   |        |
| 19  | 77 | Aitor Rodríguez     | Aprilia      | 13     | + 1:38.752  | 22   |        |
| DNF | 17 | Karel Abraham       | Aprilia      | 8      | Uitgevallen | 11   |        |
| DNF | 7  | Axel Pons           | Aprilia      | 0      | Ongeluk     | 19   |        |
| DNF | 75 | Mattia Pasini       | Aprilia      | 0      | Ongeluk     | 7    |        |

### 125 cc
Tijdens de derde ronde van de race begon het hevig te regenen, wat ervoor zorgde dat een ronde later de rode vlag werd gezwaaid. Korte tijd later werd besloten dat de race niet hervat werd en de stand aan het einde van ronde 4 werd gebruikt als einduitslag voor de race. Er werden halve punten uitgereikt, aangezien er minder dan twee derde van de oorspronkelijk geplande 18 ronden werden verreden.
| Pos | No | Rijder             | Constructeur | Ronden | Tijd         | Grid | Punten |
| --- | -- | ------------------ | ------------ | ------ | ------------ | ---- | ------ |
| 1   | 29 | Andrea Iannone     | Aprilia      | 4      | 8:37.245     | 3    | 12.5   |
| 2   | 60 | Julián Simón       | Aprilia      | 4      | + 0.180      | 1    | 10     |
| 3   | 11 | Sandro Cortese     | Derbi        | 4      | + 5.211      | 5    | 8      |
| 4   | 44 | Pol Espargaró      | Derbi        | 4      | + 5.769      | 8    | 6.5    |
| 5   | 38 | Bradley Smith      | Aprilia      | 4      | + 6.650      | 2    | 5.5    |
| 6   | 94 | Jonas Folger       | Aprilia      | 4      | + 6.701      | 10   | 5      |
| 7   | 18 | Nicolás Terol      | Aprilia      | 4      | + 6.771      | 4    | 4.5    |
| 8   | 17 | Stefan Bradl       | Aprilia      | 4      | + 7.592      | 7    | 4      |
| 9   | 99 | Danny Webb         | Aprilia      | 4      | + 8.169      | 13   | 3.5    |
| 10  | 12 | Esteve Rabat       | Aprilia      | 4      | + 8.678      | 15   | 3      |
| 11  | 77 | Dominique Aegerter | Derbi        | 4      | + 12.232     | 18   | 2.5    |
| 12  | 33 | Sergio Gadea       | Aprilia      | 4      | + 12.237     | 6    | 2      |
| 13  | 45 | Scott Redding      | Aprilia      | 4      | + 12.360     | 11   | 1.5    |
| 14  | 24 | Simone Corsi       | Aprilia      | 4      | + 13.754     | 19   | 1      |
| 15  | 14 | Johann Zarco       | Aprilia      | 4      | + 13.783     | 14   | 0.5    |
| 16  | 16 | Cameron Beaubier   | KTM          | 4      | + 13.893     | 22   |        |
| 17  | 7  | Efrén Vázquez      | Derbi        | 4      | + 14.170     | 21   |        |
| 18  | 6  | Joan Olivé         | Derbi        | 4      | + 14.452     | 12   |        |
| 19  | 8  | Lorenzo Zanetti    | Aprilia      | 4      | + 15.310     | 20   |        |
| 20  | 73 | Takaaki Nakagami   | Aprilia      | 4      | + 16.415     | 16   |        |
| 21  | 32 | Lorenzo Savadori   | Aprilia      | 4      | + 18.602     | 23   |        |
| 22  | 35 | Randy Krummenacher | Aprilia      | 4      | + 19.355     | 17   |        |
| 23  | 53 | Jasper Iwema       | Honda        | 4      | + 28.034     | 25   |        |
| 24  | 87 | Luca Marconi       | Aprilia      | 4      | + 28.114     | 24   |        |
| 25  | 69 | Lukáš Šembera      | Aprilia      | 4      | + 28.199     | 25   |        |
| 26  | 5  | Alexis Masbou      | Loncin       | 4      | + 28.272     | 28   |        |
| 27  | 71 | Tomoyoshi Koyama   | Loncin       | 4      | + 28.544     | 27   |        |
| 28  | 10 | Luca Vitali        | Aprilia      | 4      | + 53.927     | 30   |        |
| DNF | 93 | Marc Márquez       | KTM          | 3      | Ongeluk      | 9    |        |
| DNF | 88 | Michael Ranseder   | Haojue       | 3      | Mechanisch   | 29   |        |
| DNS | 66 | Matthew Hoyle      | Haojue       | 0      | Niet gestart | 31   |        |

## Tussenstand na wedstrijd

### MotoGP
| Pos | Nr | Rijder           | Team   | Punten |
| --- | -- | ---------------- | ------ | ------ |
| 1   | 27 | Casey Stoner     | Ducati | 25     |
| 2   | 46 | Valentino Rossi  | Yamaha | 20     |
| 3   | 99 | Jorge Lorenzo    | Yamaha | 16     |
| 4   | 5  | Colin Edwards    | Yamaha | 13     |
| 5   | 4  | Andrea Dovizioso | Honda  | 11     |

### 250 cc
| Pos | Nr | Rijder           | Team    | Punten |
| --- | -- | ---------------- | ------- | ------ |
| 1   | 40 | Héctor Barberá   | Aprilia | 25     |
| 2   | 6  | Jules Cluzel     | Aprilia | 20     |
| 3   | 63 | Mike Di Meglio   | Aprilia | 16     |
| 4   | 4  | Hiroshi Aoyama   | Honda   | 13     |
| 5   | 35 | Raffaele De Rosa | Honda   | 11     |

### 125 cc
| Pos | Nr | Rijder         | Team    | Punten |
| --- | -- | -------------- | ------- | ------ |
| 1   | 29 | Andrea Iannone | Aprilia | 12.5   |
| 2   | 60 | Julián Simón   | Aprilia | 10     |
| 3   | 11 | Sandro Cortese | Derbi   | 8      |
| 4   | 44 | Pol Espargaró  | Derbi   | 6.5    |
| 5   | 38 | Bradley Smith  | Aprilia | 5.5    |

2004 · 2005 · 2006 · 2007 · 2008 · 2009 · 2010 · 2011 · 2012 · 2013 · 2014 · 2015 · 2016 · 2017 · 2018 · 2019 · 2020 · 2021 · 2022 · 2023 · 2024 · 2025